# 胡家营镇 (汉中市)
胡家营镇，是中华人民共和国陕西省汉中市南郑区下辖的一个乡镇级行政单位。2011年，汉中市人民政府向陕西省人民政府申请，将南郑县的胡家营乡改为胡家营镇。区划、乡政府驻地不变。时下辖14个村，面积44.36平方公里，总人口19979人，乡政府驻地王河坎。

## 行政区划
胡家营镇下辖以下地区：
石谷寺村、胡家营村、塘坎村、建丰村、群星村、永灯村、土地岭村、漫坡村、高皇村和王河坎村。